# Äparasjaure
Äparasjaure är en sjö i Kiruna kommun i Lappland och ingår i Torneälvens huvudavrinningsområde. Sjön har en area på 0,373 kvadratkilometer och ligger 769 meter över havet. Sjön avvattnas av vattendraget Håikanjåkka.

## Delavrinningsområde
Äparasjaure ingår i det delavrinningsområde (757939-160818) som SMHI kallar för Mynnar i Torneälven. Medelhöjden är 921 meter över havet och ytan är 33,48 kvadratkilometer. Räknas de 4 avrinningsområdena uppströms in blir den ackumulerade arean 66,1 kvadratkilometer. Håikanjåkka som avvattnar avrinningsområdet har biflödesordning 2, vilket innebär att vattnet flödar genom totalt 2 vattendrag innan det når havet efter 497 kilometer. Avrinningsområdet består mestadels av kalfjäll (92 procent). Avrinningsområdet har 1,08 kvadratkilometer vattenytor vilket ger det en sjöprocent på 3,2 procent.